# Goffredo Mameli (1926)
Goffredo Mameli – włoski okręt podwodny z okresu międzywojennego i II wojny światowej, jedna z czterech jednostek typu Mameli. Okręt został zwodowany 9 grudnia 1926 roku w stoczni Cantieri navali Tosi di Taranto w Tarencie, a w skład Regia Marina wszedł 20 stycznia 1929 roku. Nazwę otrzymał na cześć Goffreda Mamelego – bohatera narodowego Włoch. Pełnił służbę na Morzu Śródziemnym i Atlantyku, biorąc udział m.in. w kampanii śródziemnomorskiej. Po kapitulacji Włoch „Goffredo Mameli” trafił do USA, gdzie był używany do szkolenia sił ZOP. Jednostka została wycofana ze służby 1 lutego 1948 roku.

## Projekt i budowa
Przyjęty przez Włochy program zbrojeniowy z lat 1923–1924 zakładał zbudowanie okrętów o łącznej wyporności 36 568 ton, na co miały się składać dwa krążowniki ciężkie („Trento” i „Trieste”), niszczyciele typów Sauro i Turbine oraz okręty podwodne typów Balilla, Pisani i Mameli. Projekt oceanicznych okrętów typu Mameli powstał w wyniku przebadania konstrukcji i doświadczeń z eksploatacji otrzymanych po I wojnie światowej U-Bootów Kaiserliche Marine. Jednostki zaprojektował pułkownik Virginio Cavallini. Przyjęto konstrukcję jednokadłubową, z dużym kioskiem. Powstały solidne okręty o dobrej manewrowości podwodnej i dużej dopuszczalnej głębokości zanurzania. Problemem była jednak ich słaba stateczność. Rozwiązano go, instalując zewnętrzne siodłowe zbiorniki balastowe, co jednak zmniejszyło osiąganą prędkość maksymalną (z projektowanych 17,2 węzła na powierzchni do 15 węzłów i podwodną z 7,7 do 7,5 węzła) . Mameli był pierwszym typem okrętu podwodnego skonstruowanym we Włoszech po I wojnie światowej.
Okręt zbudowany został w stoczni Cantieri navali Tosi di Taranto w Tarencie . Stępkę jednostki położono 17 sierpnia 1925 roku, a zwodowana została 9 grudnia 1926 roku. Okręt pierwotnie otrzymał nazwę „Masaniello”, którą 16 stycznia 1927 roku zmieniono na „Goffredo Mameli” . Nazwę otrzymał na cześć bohatera narodowego Włoch, Goffreda Mamelego . Podczas prób 29 września 1928 roku „Goffredo Mameli” zderzył się z holownikiem „San Pietro”, doznając uszkodzenia kadłuba .

## Dane taktyczno-techniczne
„Goffredo Mameli” był średniej wielkości oceanicznym okrętem podwodnym o konstrukcji jednokadłubowej . Długość całkowita wynosiła 64,6 m, szerokość – 6,51 m, a zanurzenie – 4,3 m. Wyporność normalna w położeniu nawodnym wynosiła 810 t, a w zanurzeniu 993 t . Okręt napędzany był na powierzchni przez dwa 8-cylindrowe czterosuwowe silniki wysokoprężne Tosi o łącznej mocy 3000 KM. Napęd podwodny zapewniały dwa silniki elektryczne CGE o łącznej mocy 1100 KM. Dwuśrubowy układ napędowy pozwalał osiągnąć prędkość 15 węzłów na powierzchni i 7,5 węzła w zanurzeniu. Zasięg wynosił 3500 Mm przy prędkości 8 węzłów w położeniu nawodnym oraz 64 Mm przy prędkości 4 węzłów w zanurzeniu. Zbiorniki paliwa mieściły 48 t oleju napędowego . Energia elektryczna magazynowana była w baterii akumulatorów składającej się ze 112 ogniw . Dopuszczalna głębokość zanurzenia wynosiła 100 m .
Okręt wyposażony był w 6 stałych wyrzutni torped kalibru 533 mm: 4 na dziobie i dwie na rufie, z łącznym zapasem 10 torped . Uzbrojenie artyleryjskie stanowiło umieszczone przed kioskiem pojedyncze działo pokładowe kalibru 102 mm Schneider–Armstrong 1914-15 L/35 . Broń przeciwlotniczą stanowiły dwa pojedyncze wielkokalibrowe karabiny maszynowe kalibru 13,2 mm L/76 . Jednostka wyposażona też była w hydrofony .
Załoga okrętu składała się z 5 oficerów oraz 44 podoficerów i marynarzy.

## Służba
„Goffredo Mameli” został wcielony do służby w Regia Marina 20 stycznia 1929 roku . Okręt rozpoczął służbę na Morzu Śródziemnym, wchodząc w skład eskadry (wł. Squadriglia) okrętów podwodnych średniego zasięgu Flotylli stacjonującej w Tarencie (wraz z siostrzanymi „Pier Capponi”, „Giovanni da Procida” i „Tito Speri”). 29 marca 1929 roku okręt zszedł na rekordową wówczas na świecie głębokość 117 metrów, pozostając na niej przez 20 minut. 19 kwietnia 1929 roku, podczas rejsu przy sztormowej pogodzie, na pokładzie poniósł śmierć mat (wł. sottocapo) Silvio Delia .
Wiosną 1929 roku „Goffredo Mameli” wraz z „Domenico Millelire” udał się na Atlantyk celem przeprowadzenia prób łączności radiowej ze stacjami znajdującymi się we Włoszech. W 1929 roku „Goffredo Mameli”, „Pier Capponi” i „Giovanni da Procida” odbyły daleki rejs wzdłuż wybrzeży Hiszpanii na Atlantyk, docierając do Kadyksu i Lizbony. W 1930 roku eskadra okrętów podwodnych średniego zasięgu, w której służyły jednostki typu Mameli, została przemianowana na 4. eskadrę okrętów podwodnych. W 1930 roku „Goffredo Mameli”, „Pier Capponi” i „Tito Speri” odbyły rejs do portów Grecji i Dodekanezu; w drodze powrotnej „Goffredo Mameli” dotarł do Port Saidu i Trypolisu. W 1931 roku okręty 4. eskadry przebazowano do Neapolu. W 1933 roku wszystkie jednostki typu Mameli odbyły 20-dniowy rejs szkoleniowy, zawijając do Salonik oraz na Leros i Rodos.
W 1934 roku okręty 4. eskadry powróciły do Tarentu, a zespół został przemianowany na 9. eskadrę 3. Flotylli, kontynuując szkolenie i wykonując krótkie rejsy po portach włoskich i Dodekanezu. W 1935 roku 9. eskadrę przekształcono w 12., a w 1938 roku w 41. eskadrę; w 1939 roku zmieniono po raz kolejny jej oznaczenie na 31. eskadrę i przebazowano do Mesyny. W kwietniu 1939 roku „Goffredo Mameli” znalazł się w składzie sił morskich uczestniczących w operacji pod kryptonimem „O.M.T.”, czyli inwazji na Albanię.
10 czerwca 1940 roku, w momencie ataku Włoch na Francję, okręt wchodził w skład 34. eskadry okrętów podwodnych 3. Flotylli w Mesynie (wraz z siostrzanymi „Pier Capponi”, „Giovanni da Procida” i „Tito Speri”) . Dowództwo jednostki sprawował kmdr ppor. (wł. capitano di corvetta) Nicola Maiorana . W 1940 roku okręt odbył cztery wojenne patrole na wodach nieopodal Malty i na północ od Bengazi . Podczas jednego z nich 1 sierpnia nieopodal Malty „Goffredo Mameli” wystrzelił pięć niecelnych torped w kierunku greckiego parowca „Roula” o pojemności 1044 BRT, po czym zatopił go ogniem artyleryjskim (na pozycji 34°06′N 26°30′E/34,100000 26,500000, załoga ocalała)  . We wrześniu jednostka patrolowała wybrzeża Cyrenajki wraz z „Tembien”, „Marcantonio Colonna” i „Berillo” . W pierwszej połowie listopada okręt przebywał na patrolu na południowy wschód od Malty (wraz z „Pier Capponi”, „Corallo”, „Fratelli Bandiera” i „Topazio”), jednak nie zauważył podążających z Egiptu na Maltę brytyjskich konwojów AN-6 i MW-3 oraz ich silnej osłony . Pod koniec listopada „Goffredo Mameli” znów wyszedł na patrol na zachód od Malty, także nie nawiązując kontaktu z wrogiem.
W 1941 roku okręt przeprowadził trzy patrole bojowe ; m.in. 28 kwietnia jednostka operowała na wodach w pobliżu Malty (wraz z „Luciano Manara”, „Ruggiero Settimo” i „Santorre Santarosa”), nie zauważając płynących z Malty do Aleksandrii brytyjskich niszczycieli z 14. Flotylli (HMS „Jervis”, „Janus”, „Nubian” i „Mohawk”) . Ze względu na zużycie silników wiosną „Goffredo Mameli” i „Tito Speri” zostały przeniesione do Szkoły Okrętów Podwodnych w Poli . W listopadzie okręt uczestniczył w defensywnym patrolowaniu wód włoskich.
30 stycznia 1942 roku „Goffredo Mameli” i „Medusa” w eskorcie torpedowca „Insidioso” wracały do bazy w Poli z rejsu szkoleniowego z Zatoki Kotorskiej. Nieopodal przylądka Promontore (Istria) brytyjski okręt podwodny HMS „Thorn” (N11) storpedował i zatopił „Medusę”, na którego pokładzie śmierć poniosło 53 z 60 uczestniczących w tym rejsie osób. 
W 1942 roku zużyte jednostki napędowe okrętu zostały wymienione na nowe silniki Diesla Tosi o łącznej mocy 4000 KM, przez co prędkość okrętu na powierzchni wzrosła do 17 węzłów . W tym roku „Goffredo Mameli” odbył trzy patrole przeciw okrętom podwodnym, jednak bez sukcesów .
3 sierpnia 1943 roku „Goffredo Mameli” przewiózł w okolice Bengazi oddział komandosów z batalionu „San Marco”, jednak z powodu ataków lotniczych nie mógł ich zabrać po wykonaniu misji. W momencie kapitulacji Włoch we wrześniu 1943 roku okręt nadal pełnił funkcje szkoleniowe w Poli. „Goffredo Mameli” i „Tito Speri” poddały się aliantom, a po przeprowadzeniu prac remontowych zostały w lutym 1944 roku wysłane na Bermudy, a następnie do Zatoki Maine. Obie włoskie jednostki (we wrześniu 1944 roku dołączył do nich także „Giovanni da Procida”) były wykorzystywane do szkolenia zwalczania okrętów podwodnych przez jednostki lotnictwa i marynarki USA. Pod koniec działań wojennych „Goffredo Mameli”, „Giovanni da Procida” i „Tito Speri” powróciły do Tarentu, gdzie nie prowadziły już żadnych działań.
Okręt został wycofany ze służby 1 lutego 1948 roku.